# مادلين ماكدويل بريكنريدغ
مادلين (مادغ) ماكدويل بريكنريدغ (20 مايو 1872 - 25 نوفمبر 1920) قائدة حركة حق النساء في التصويت وإحدى المُصلحين التقدميين القياديين في كنتاكي. ضغطت من أجل حق المرأة في التصويت في انتخابات المجالس وحقوق التصويت في انتخابات الولاية والانتخابات الفيدرالية. صدقت كنتاكي على تعديل الدستور من أجل حق المرأة في التصويت في 6 يناير عام 1920 ومُرر التعديل التاسع عشر الفيدرالي لدستور الولايات المتحدة في هذا العام، والذي سمح للنساء بالتصويت في الانتخابات الرئاسية في نوفمبر عام 1920.
لعبت دورًا فعالًا في تبني تشريع لإنشاء نظام محكمة الأحداث، الذي سُن في عام 1906. ضغطت من أجل قوانين عمالة الأطفال والتشريعات الإلزامية للالتحاق بالمدارس. أسست بريكنريدغ العديد من المنظمات المدنية، بما في ذلك رابطة ليكسينغتون المدنية والجمعيات الخيرية المترابطة وجمعية كنتاكي للوقاية من مرض السل وعلاجه. قادت جهودًا لإنشاء هذه المنظمات وتنفيذ المدارس النموذجية للأطفال والبالغين والحدائق والأنشطة الترفيهية وبرامج التدريب اليدوي ومرافق الرعاية الصحية لعلاج مرض السل. عانت ماكدويل من مرض السل عندما كانت شابة، مما استلزم بتر جزء من إحدى ساقيها واستخدامها ساقًا خشبية.
في كتابهم، تاريخ جديد لولاية كنتاكي، لويل إتش هاريسون وجيمس سي كلوتر، ذكروا أن بريكينريدغ كانت المرأة الأكثر تأثيرًا في الولاية. اُختيرت كإحدى نساء معرض كنتاكي لإحياء ذكراهم في عام 1996 وعُرضت صورتها بشكل دائم في مبنى الكابيتول. كانت سليلة سياسي القرن التاسع عشر هنري كلاي وتزوجت المحرر والناشر ديشا بريكينريدغ.

## سيرة الحياة

### النشأة والأسرة
وُلدت في وودليك بولاية كنتاكي وكبرت في آشلاند، المزرعة التي أنشأها جدها الأكبر، سياسي القرن التاسع عشر هنري كلاي. كانت والدتها ابنة ابن هنري كلاي، آن كلاي ماكدويل، وكان والدها ماجور هنري كلاي ماكدويل (الذي يحمل اسم هنري كلاي أيضًا)، الذي خدم أثناء الحرب الأهلية الأمريكية في جانب الاتحاد. اشتروا عقار آشلاند في عام 1882. 
كانت واحدة من بين سبعة أطفال. أربعة أولاد، هنري كلاي وويليام أدير وتوماس كلاي وبالارد. شقيقتاها نانيت وجوليا. كان هنري قاضيًا فيدراليًا وكان توماس مالكًا مشهورًا لخيول السباق ثوروبريد ومربيًا ومدربًا فاز عام 1902 بكنتاكي ديربي. 
كانت بريكينريدغ حفيدة الدكتور إفرايم ماكدويل. أسس ابن عمها البعيد، لورا كلاي، جمعية كنتاكي لحقوق المساواة في عام 1888، والتي أصبحت بريكينريدغ رئيستها لاحقًا. 

### التعليم
تلقت تعليمها في ليكسينغتون بولاية كنتاكي، في مدرسة ميس بورتر في فارمنجتون بولاية كونيتيكت، وفي كلية الدولة (جامعة كنتاكي الآن) بين عامي 1890 و1894. عانت من المرض خلال سنوات دراستها الجامعية، وبسبب مرض السل، بُتر جزء من إحدى ساقيها واُستبدل بساق خشبية. أصبحت الشابة الرياضية الأكثر اجتهادًا ذات مرة. كتبت مراجعات الكتب لصحيفة ليكسينغتون هيرالد ودرست الفلسفة والأدب الألماني مع أعضاء نادي فورتنيتي الآخرين. 

### الزواج
في 17 نوفمبر عام 1898، تزوجت مادلين ماكدويل من ديشا بريكينريدغ، محرر صحيفة ليكسينغتون هيرالد. شقيق المحامي والأخصائي الاجتماعي الرائد سوفونيسبا بريكينريدغ الذي كتب سيرة حياة زوجة أخيه بعنوان مادلين ماكدويل بريكينريدغ: قائدة في الجنوب الجديد. 
استخدمت عائلة بريكينريدغ معًا صفحات الصحيفة التحريرية للترويج للأسباب السياسية والاجتماعية للحقبة التقدمية، وخاصةً برامج الفقراء ورعاية الأطفال وحقوق المرأة. لم يكن ديشا رجلًا مخلصًا خلال زواجهما، ونتيجةً لذلك هربت بريكينريدج من حرجها عن طريق انشغالها بأنشطتها المدنية. كانت مريضة في مصحة دنفر بولاية كولورادو في عامي 1903 و1904. حوالي عام 1904، عندما كانت في الثانية والثلاثين من عمرها، عانت من سكتة دماغية.